# Jan Frans Willems
Jan Frans Willems ou Jean-François Willems, né à Boechout le 11 mars 1793 et mort à Gand le 24 juin 1846, est un homme de lettres belge, considéré comme le père du mouvement flamand.

## Biographie
Jan Frans Willems naît au moment où les révolutionnaires « sans-culottes » envahissent les provinces belgiques alors sous domination autrichienne. Il est l'ainé de 14 enfants dans une famille bourgeoise modeste de Boechout. Le père Willems est percepteur, tailleur, géomètre, boulanger, aubergiste, etc. Il a de l'instruction et est entreprenant mais sa méconnaissance de la langue française lui pose des problèmes à l'heure où les Français occupent la Belgique, surtout quand un décret du gouvernement en 1807 lui retire sa place de percepteur, de conseiller municipal et de géomètre. Cette situation qui fut un coup lourd pour sa famille influencera énormément le jeune Willems qui est à Lierre depuis 1805 pour y étudier le latin, le chant et l'orgue. Là, il fait la connaissance de la famille aristocratique d'un vieil officier Georg Bergmann qui exerce diverses fonctions municipales à Lierre. C'est dans cet environnement cultivé qu'il apprend non seulement les langues et l'histoire mais aussi les principes fondateurs qui lui serviront pour lancer le mouvement flamand : la tolérance religieuse, le libéralisme comme conception de la vie, l'amour de sa propre langue, la vénération pour la Maison d'Orange et le dévouement pour la pensée heel-néerlandiste. Il écrit là-bas en 1807 un Hekeldicht op den maire en municipaliteyt van Bouchout.
En 1809, il s'en va à Anvers alors âgé de 16 ans pour travailler comme clerc de notaire. C'est là-bas qu'il fait ses premiers essais de poésie, notamment son Hymne aan het vaderland over den veldslag van Friedland en de daaropvolgende Vrede van Tilsit, une ode célébrant la Paix de Tilsit après la bataille de Friedland.

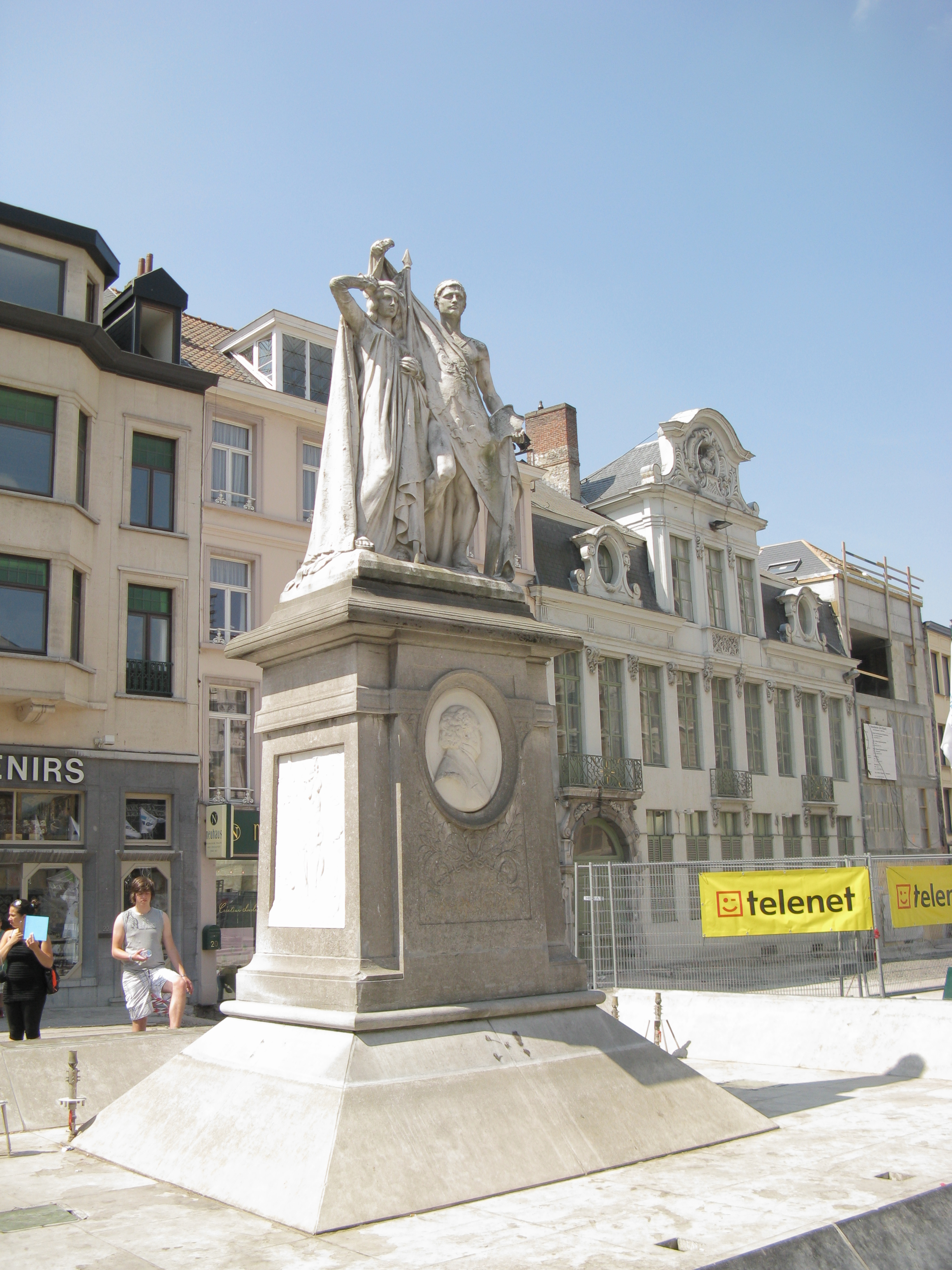
Statue de De Rudder et piédestal de Hankar, dévoilés sur la place Saint-Bavon en 1899 et dédiés à la mémoire de Willems.

En 1851, 5 ans après son décès, l'organisation Willemsfonds est créée pour défendre et promouvoir la langue flamande.

## Prix et récompenses
- 1812 : 1er prix au concours des Fonteinisten à Gand pour Hymne aan het vaderland over den veldslag van Friedland en de daaropvolgende Vrede van Tilsit
- 1830 : Docteur honoris causa décerné par l'université d'État de Louvain